# Periclimenes sinensis
Periclimenes sinensis är en kräftdjursart som beskrevs av Bruce 1969. Periclimenes sinensis ingår i släktet Periclimenes och familjen Palaemonidae. Inga underarter finns listade i Catalogue of Life.